# Грабарска
Грабарска је насељено место у општини Цетинград, на Кордуну, Карловачка жупанија, Република Хрватска.

## Географија
Грабарска се налази око 2 км источно од Цетинграда.

## Историја
Грабарска се од распада Југославије до августа 1995. године налазила у Републици Српској Крајини. До 1991. била је у саставу насељеног места Цетинград, а од 2001. је самостално насеље. До територијалне реорганизације у Хрватској налазила се у саставу бивше велике општине Слуњ.

## Становништво
Према попису становништва из 2011. године, насеље Грабарска је имало 146 становника.

### Број становника по пописима
| Националност   | 2001. | 1991. | 1981. | 1971. | 1961. | 1953. | 1948. | 1931. | 1921. | 1910. | 1900. | 1890. | 1880. | 1869. | 1857. |
| бр. становника | 154   | %     | %     | 328   | 344   | 338   | 328   | 414   | 347   | 379   | 333   | 365   | 495   | 626   | 536   |

- напомене:

У 2001. настало издвајањем из насеља Цетинград. Као део насеља исказивано од 1857. У 1981. и 1991. подаци садржани у насељу Цетинград.